# Euclimacia ruficauda
Euclimacia ruficauda är en insektsart som beskrevs av Günther Enderlein 1910. Euclimacia ruficauda ingår i släktet Euclimacia och familjen fångsländor. Inga underarter finns listade i Catalogue of Life.